# Jurek Becker
Jurek Becker (Łódź, valószínűleg 1937. szeptember 30. – Sieseby, 1997. március 14.) lengyel származású német író, forgatókönyvíró és keletnémet disszidens. Leghíresebb regénye az A hazudós Jakob, amelyből két film is készült. A második világháború alatt körülbelül két évig élt Łódźban, és túlélte a holokausztot.

## Gyermekkora
Jurek Becker valószínűleg 1937-ben született. Születési dátuma nem teljesen világos, mert apja olyan későbbi dátumot adott meg, amely megvédte a gyermeket a deportálástól. Szülei zsidók voltak, édesapja, a bajorországi Max Becker (1900–1972) egy ruhagyár tisztviselője, majd meghatalmazottja volt. A háború után Beckert egy apa követelte, de Jurek soha nem volt biztos abban, hogy ő az igazi apja, és aki azt mondta, már nem emlékszik Jurek pontos születési dátumára. Valószínű, hogy Jurek Becker néhány évvel fiatalabb volt, mint általában feltételezik.
Gyermekkorában a Łódźi gettóban élt. Ötéves korában a ravensbrücki koncentrációs táborba, majd később Sachsenhausenbe vitték. Anyját meggyilkolták a holokausztban, de apja életben maradt. A háború befejezése után apjának, aki túlélte az auschwitz-birkenaui tábort, egy amerikai jótékonysági szervezet segítségével sikerült megtalálnia fiát. Családjának mintegy 20 tagja halt meg a háború alatt, akiknek többségével nem találkozott. Az egyetlen túlélő az író, az apja és a nagynénje volt, akik a háború kitörése előtt az Egyesült Államokba szöktek. Apa és fia a háború után újra találkoztak és együtt telepedtek le Kelet-Berlinben.

## Pályafutása
Miután az 1950-es években befejezte nemzeti szolgálatát a keletnémet hadseregben, és ezalatt szoros barátságot kötött Manfred Krug színésszel, Becker filozófiát tanult Kelet-Berlinben, de nem konform nézeteinek kifejezése miatt kizárták. Az 1960-as években filmforgatókönyveket írt, amelyek közül az egyik, Jakob der Lügner ("Hazudós Jákób") a filmgyártás leállításával regénnyé változott. 1974-ben a keletnémet DEFA filmgyár készített filmet belőle, 1975-ben pedig az egyetlen keletnémet film lett, amelyet valaha is jelöltek Oscar-díjra (idegen nyelvű film kategóriában), bár nem nyert. Egy 1998-as remake, amelyben Robin Williams volt a főszereplő, korlátozott sikert aratott.
Az 1970-es évek közepére már nyilvánvalóvá váltak az NDK hatóságai közötti nézeteltérések, és Becker egyike volt azon petíció tizenkét eredeti aláírójának, amely  Wolf Biermann író és énekes 1976. novemberi kiutasítása ellen tiltakozott. 1977-ben Keletről Nyugat-Berlinbe költözött, bár kissé szokatlan módon megőrizte keletnémet állampolgárságát. Továbbra is publikált regényeket és novellákat, egyesek zsidó témájúak, mások nem.
Ateistaként jellemezte magát. Állítólag életében csak egyszer jelent meg zsinagógában, egy tévéfilm forgatása előtt, hogy képet kapjon a szertartásról.
Becker 1997-ben halt meg vastagbélrákban, amelyet 1995 decemberében diagnosztizáltak.

## Díjai
- 1971 – Heinrich Mann- és Charles Veillon-díj
- 1974 – Bréma Város Irodalmi Díja
- 1975 – A Német Demokratikus Köztársaság Állami Díja
- 1982–1983 – Bergen város írója
- 1987 – Arany díj Adolf Grimme a Liebling Kreuzberg forgatókönyvéért
- 1990 – Hans Fallada-díj Neumünster városából
- 1991 – Német Filmdíj
- 1992 – A Német Szövetségi Köztársaság Érdemrendje

## Művei
Becker elsősorban regényíró volt, de film- és tévéforgatókönyveket is írt. Több regénye is foglalkozik a holokauszt áldozataival: Jakob der Lügner, Der Boxer és Bronsteins Kinder. Jakob der Lügner továbbra is a legsikeresebb munkája.
- Jakob der Lügner (1969)
  - A hazudós Jakob. Regény – Európa, Budapest, 1973 (Európa zsebkönyvek) · fordította: Kászonyi Ágota
- Irreführung der Behörden (1973)
  - A hatóságok félrevezetése (Oszukiwałem władzę) – Európa, Budapest, 1976 · ISBN 963070143X · fordította: Kászonyi Ágota
- Der Boxer (1976)
  - Az ökölvívó – Európa, Budapest, 1979 · ISBN 9630718472 · fordította: Sárközy Elga
- Schlaflose Tage (1978)
- Nach der ersten Zukunft (1980) – novellagyűjtemény
- Aller Welt Freund (1982)
- Bronsteins Kinder (1986)
- Amanda herzlos (1992)
- Warnung von dem Schiftsteller (1990) – lectures
- Liebling Kreuzberg (1986 and 1988) – TV series

## Filmek
- Jacob the Liar, rendező: Frank Beyer (1975, a Jakob der Lügner című regény alapján)
- The Boxer, rendező: Karl Fruchtmann (1980, TV film, a Der Boxer című regény alapján)
- Sleepless Days, rendező: Diethard Klante (1982, TV film, a Schlaflose Tage című regény alapján)
- So schnell es geht nach Istanbul, rendező: Andreas Dresen (1991, kisfilm, lazán a Rómeó sztori alapján)
- Bronsteins Kinder, rendező: Jerzy Kawalerowicz (1991, a Bronsteins Kinder című regény alapján)
- Sleepless Days, rendező: Gabriele Denecke (1991, TV film, a Schlaflose Tage című regény alapján)
- Wenn alle Deutschen schlafen, rendező: Frank Beyer (1995, TV film, a Die Mauer című sztori alapján)
- Jakob the Liar, rendező: Peter Kassovitz (1999, a Jakob der Lügner című regény alapján)

### Forgatókönyvek
- Ohne Pass in fremden Betten (dir. Vladimír Brebera, 1965)
- Jungfer, Sie gefällt mir (dir. Günter Reisch, 1969)
- Meine Stunde Null (dir. Joachim Hasler, 1970)
- Jacob the Liar (dir. Frank Beyer, 1975)
- Das Versteck (dir. Frank Beyer, 1977/78)
- David (dir. Peter Lilienthal, 1979)
- Liebling Kreuzberg (1986–1998, TV series)
- The Passenger – Welcome to Germany (dir. Thomas Brasch, 1988)
- Neuner (dir. Werner Masten, 1990)
- Bronsteins Kinder (dir. Jerzy Kawalerowicz, 1991)
- Wir sind auch nur ein Volk (1994–1995, TV series)
- Wenn alle Deutschen schlafen (dir. Frank Beyer, 1995, TV film)

## Fordítás
- Ez a szócikk részben vagy egészben  a   Jurek Becker című angol Wikipédia-szócikk fordításán alapul.  Az eredeti cikk szerkesztőit annak laptörténete sorolja fel. Ez a jelzés csupán a megfogalmazás eredetét és a szerzői jogokat jelzi, nem szolgál a cikkben szereplő információk forrásmegjelöléseként.